# Clara Pérez Calderón
Clara Pérez Calderón   (Terrassa, 26 de juliol de 2001) és una jugadora d'hoquei herba catalana, que actua en la posició de portera. Va representar Espanya als Jocs Olímpics d'estiu de París 2024.

## Trajectòria
Va practicar l'atletisme, la natació, el bàsquet i el pàdel, però es va acabar decidint per l'hockey malgrat que no té cap tradició familiar en aquest esport. Va començar a jugar de portera des dels 8 o 9 anys, a la categoria de prebenjamí.
L'estiu del 2019 va ser important en la victòria de la selecció espanyola a l'Europeu sub-21. En finalitzar aquella competició va decidir allunyar-se de la porteria entre el 2020 i el 2022, va deixar la selecció i el seu equip, l'Athlètic Terrassa, per anar a l'equip Línea 22 a jugar de davantera. A la seva tornada, l'estiu del 2022 va ser convocada per la Copa d'Europa sub-21, on va rebre el premi a millor portera i va debutar el desembre del 2022 amb la selecció absoluta. El 2023 va ser la millor portera i millor jugadora promesa de la Copa de la Reina d'Hoquei.
En el preolímpic del 2023, va ser una peça clau en la victòria davant Irlanda. Va ser una de les esportistes dels Països Catalans als Jocs Olímpics d'Estiu de 2024, on la selecció espanyola va ser superada per la de Bèlgica en quarts de final.